# Государев поход 1654 года
Государев поход 1654 года — успешный поход государя Алексея Михайловича с войском на польского короля Яна-Казимира, в начале русско-польской войны 1654—1667 годов, увенчавшийся возвращением Смоленска и значительной части русских земель отторгнутых Великим княжеством Литовским.

## Предыстория
На протяжении XVI—XVII веков Великое княжество Литовское и Русское (с 1569 года в составе — Речи Посполитой) являлось главным противником Русского государства на западе. Со времени правления Ивана III преимущество в противостоянии имела Россия, но заключение Люблинской унии 1569 года резко изменило баланс сил в регионе. Объединение военных усилий Великого княжества Литовского и Польского королевства привело к поражению России сначала в Ливонской войне, затем в русско-польской войне 1609-18 годов. Возвращение земель, утраченных по Деулинскому перемирию (в первую очередь Смоленска), стало одной из важнейших целей русской внешней политики. Первая попытка решить эту задачу была предпринята в 1632 — 1634 годах в ходе неудачной Смоленской войны. Постепенное восстановление государства после Смутного времени, военные и экономические преобразования позволили правительству царя Алексея Михайловича хорошо подготовиться к новому этапу русско-польского противостояния.
В свою очередь Польско-литовская республика, в начале 1650-х годов, переживала глубокий кризис. Жесткая политика польских властей по отношению к православному населению на присоединенных по Люблинской унии украинских землях вызывала постоянные народные восстания (Восстание Наливайко 1594-96 годов, Восстание Жмайло 1625 года, Восстание Федоровича 1630 года, Восстание Сулимы 1635 года, Восстание Павлюка 1637 года, Восстание Острянина и Гуни 1638 года) В 1648 году на Украине началось Восстание Хмельницкого, в ходе которого казакам удалось значительно ослабить военную мощь Речи Посполитой. В середине 1650-х годов в противоборство зашло в тупик. Сил казаков не хватало, чтобы добиться независимости, а у Речи Посполитой не было возможности подавить восстание. В это же время резко обострились противоречия между Польшей и Литвой, где ряд представителей знати во главе с виленским воеводой Я. Радзивиллом открыто высказывались за расторжение унии с Польшей и планировали переход под протекторат Швеции.
В ходе восстания Хмельницкий неоднократно обращался за помощью к царю Алексею Михайловичу, соглашаясь перейти в русское подданство. Понимая, что согласие на это означает войну с Речью Посполитой, царь медлил с решением. К 1653 году решение о войне было принято: Земский собор одобрил вхождение Малой Руси в состав Русского государства. В январе 1654 года состоялась Переяславская рада, на которой казачья старшина высказалась за подданство русскому царю. Так определилась вторая цель войны — закрепление контроля России над украинскими землями. Активные боевые действия начались летом 1654 года. Несмотря на события на Украине, главный удар был нанесен против Великого княжества Литовского — на Смоленск и территорию Белоруссии.

## Вооружённые силы Русского государства

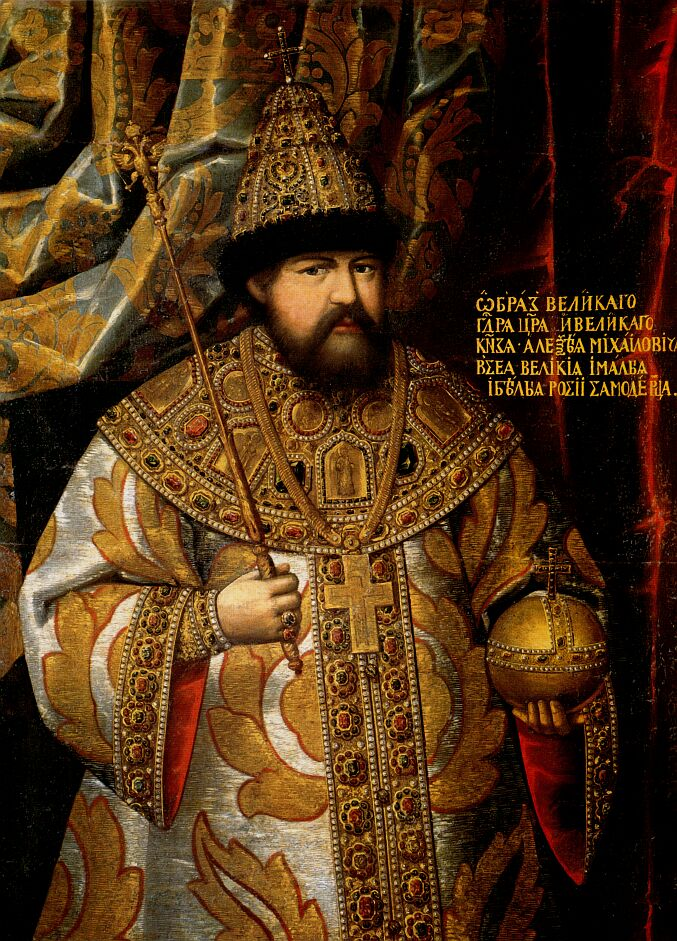
Портрет царя Алексея Михайловича. Неизвестный русский художник второй половины XVII века. Школа Оружейной палаты. Конец 1670 — начало 1680 годов

В середине XVII века русская армия находилась в процессе реформирования. Традиционные виды войск постепенно заменялись на полки «нового строя», организованные и обученные по европейскому образцу. К традиционным видам относились: в коннице — поместная конница сотенного строя, отряды казаков, татар; в пехоте — стрелецкие приказы. Полки нового строя были представлены: в коннице — гусарским и рейтарскими полками, в пехоте — драгунскими и солдатскими полками. По традиции русская армия обладала значительной и качественной артиллерией как осадной, так и полевой.
Готовясь к кампании 1654 года, Русское государство максимально использовало свой мобилизационный потенциал. Количество войск, задействованное в 1654 году, было максимальным как за русско-польскую войну 1654-67 годов, так и за весь предшествующий период истории России. Большая часть вооружённых сил была развёрнута против Великого княжества Литовского в составе трех основных армий и одного вспомогательного корпуса:
- Северо-Западная армия (воеводы — Василий Петрович Шереметев, Степан Стрешнев, Ждан Кондырев. Место развертывания — Великие Луки)
  - Численность — 13146 чел. по наряду (в том числе дворян и детей боярских сотенной службы — 3063 чел., городовых казаков — 883 чел., солдат — 8700 чел., астраханских татар — 500 чел.). Реальная численность была меньшей и отличалась от численности «по наряду», составляя примерно 11 000 чел.[3]
- Центральная армия (командующий — царь Алексей Михайлович, место развертывания — Вязьма) воеводы:
  - Государев полк — 4 сотни стольников, 3 сотни стряпчих, 8 сотен дворян московских, 17 жилецких сотен, 13 сотен городовых дворян, гусарский полк Христофора Рыльского — 1000 чел., рейтарский полк («первая тысяча») Василия Фандроцкого — 1000 чел., 3 солдатских полка (Александра Лесли, Александра Гибсона, Кашпира Яндера) — 5600 чел., 1 драгунский полк (Клавдиуса Деспевиля) — 1600 чел., отдельные драгунские роты — 600 чел., 9 приказов московских стрельцов (Михаила Зыбина, Семёна Полтева, Ивана Баскакова, Осипа Костяева, Василия Философова, Ивана Нелидова, Дмитрия Зубова, Артамона Матвеева, Матвея Спиридонова). Всего в составе Государева полка от 17000 до 20000 чел.
  - Большой полк — князь Яков Черкасский, князь Семен Прозоровский, князь Андрей Литвинов-Мосальский. Помимо других частей имел в своем составе ок. 6000 московских чинов и городовых дворян с боевыми слугами, рейтарский полк Исаака Фанбуковена — 1000 чел.,1 солдатский полк Алексея Бутлера — 1600 чел., 2 приказа московских стрельцов (Аврама Лопухина и Логина Аничкова). Всего в составе Большого полка — ок. 9000 чел.
  - Передовой полк — князь Никита Одоевский, Фёдор Хворостинин, князь Дмитрий Львов. Имел в своем составе до 2700 чел. поместной конницы, рейтарский полк Филиппа Фанбуковена — 1000 чел., солдатский полк Франца Траферта — 1600 чел. и приказ московских стрельцов Степана Коковинского. Всего в составе Передового полка — ок. 6000 чел.
  - Сторожевой полк — князь Михаил Темкин-Ростовский, Василий Стрешнев, Иван Алферьев. Имел в своем составе ок. 2300 чел. поместной конницы, ок. 100 чел. мордвы и черемис, рейтарский полк Василия Кречетникова — 800 чел., солдатский полк Ариста Фанмендина — 1600 чел., приказ московских стрельцов Ивана Азарьева. Всего в составе Сторожевого полка — ок. 6000 чел.
  - Ертаульный полк — Пётр Шереметев, князь Тимофей Щербатов. Формировался в ходе похода из приданных частей других воеводских полков.
  - Наряд — Фёдор Долматов-Карпов, князь Пётр Щетинин[4]. В состав наряда входил корпус осадной артиллерии (40 тяжёлых орудий: 34 ед. — голландского литья, 6 русского литья[прим. 1] — Наряд сопровождал драгунский полк Антония Грановского — 1000 чел.[5].
  - Численность армии — до 41 000 чел.[6].[7].
- Юго-Западная армия (воеводы — князь Алексей Трубецкой, князь Григорий Куракин, князь Юрий Долгоруков, князь Семён Пожарский, Семён Измайлов, место развертывания — Брянск). Полк включал ок. 3500 чел. поместной конницы, 7 солдатских полков (Даниила Краферта, Иван Ниротморцев[прим. 2], Германа Фанстадена, Александра Барклая, Якова Флека, Елисея Циклера, Николая Фанстадена) — 11200 чел., два приказа московских стрельцов (Якова Ефимьева и Леонтия Азарьева) — 1000 чел.[6].
  - Численность — ок. 18 000 чел.[8]
- Казацкий корпус (командир — полковник Иван Золотаренко, место развертывания — Новгород-Северский)
  - Численность — около 20 000 чел. Нежинский, Черниговский и Стародубский полки)[9]
- Псковский корпус (воеводы — Лев Салтыков, Степан Елагин, место развертывания — Псков)
  - Численность — 1147 чел. (в том числе 79 дворян сотенной службы, 773 стрельца, 125 солдат, 120 прочих, 10 орудий)[3].

Войска, привлеченные для наступления, составляли подавляющую часть вооружённых сил Русского государства. На Украину был направлен Севский разрядный полк воеводы Андрея Бутурлина (в том числе 3 драгунских полка — 4500 чел.). Для его поддержки и для обеспечения безопасности со стороны крымских татар на Белгородской черте был развёрнут Рыльский разрядный полк Василия Борисовича Шереметева, включавший, помимо прочих частей, 4 солдатских и драгунский полки нового строя. Комплектование армий на литовском направлении вынудило резко сократить гарнизоны внутри страны — охрану Москвы обеспечивали только 6 стрелецких приказов. В ходе кампании численность армии постоянно сокращалась.

## Вооружённые силы Речи Посполитой
В отличие от вооружённых сил Русского государства, управление армией Речи Посполитой было децентрализованным. Прежде всего Великое княжество Литовское и Польша имели самостоятельные вооружённые силы с отдельной системой комплектования, снабжения и управления. Польская армия могла быть использована для действий на территории княжества только с согласия сейма и при непосредственной угрозе.
Из-за неверной оценки обстановки и влияния польских магнатов основные силы планировалось задействовать на Украине, а литовское (белорусское) направление рассматривалось как второстепенное. Это вызвало задержку в посылке польских (коронных) войск на помощь Литве и их небольшую численность. Главными проблемами литовской армии было недостаточное финансирование вооружённых сил и нежелание шляхты принимать участие в обороне страны. К этим факторам, ослабляющим обороноспособность страны, добавился сепаратизм части элиты Великого княжества Литовского, в первую очередь Януша Радзивилла, и прорусский настрой значительной части крестьянства и городского населения восточной части княжества.

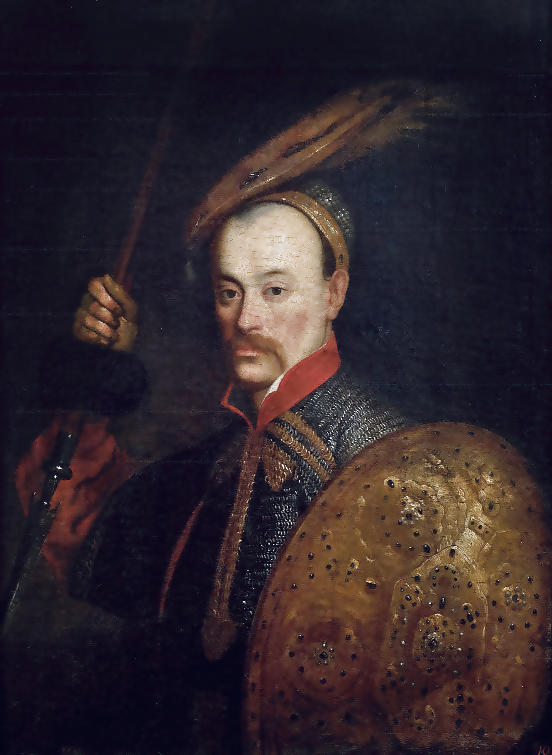
Гетман польный литовский Винцент Корвин Гонсевский

Недооценив противника, командование Речи Посполитой в период кампании наращивало свои силы в Белоруссии, однако большая часть не успела принять участие в отражении наступления русских войск. Всего в кампании приняли участие следующие соединения:

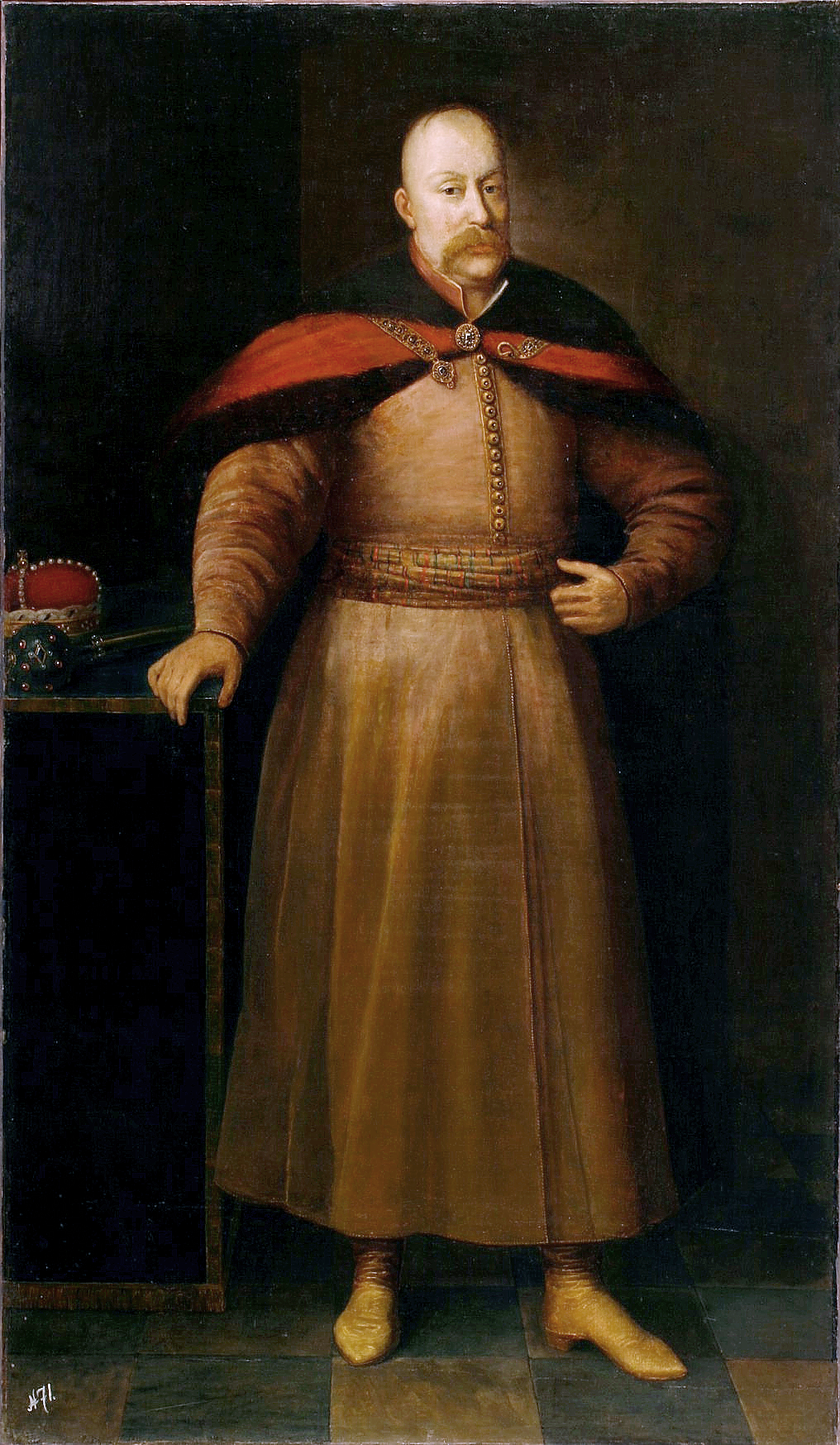
Гетман Великий литовский Януш Радзивилл

- Литовское компутовое войско старого найма или «дивизия правого крыла» (командующий — великий гетман литовский Януш Радзивилл).
  - Численность — 11 211 коней и порций или около 10 000 чел. (в том числе 3 гусарские хоругви (374 коней), 7 рейтарских (1020 коней), 26 казацких (2424 коня), 9 татарских (960 коней), 11 драгунских (2724 коня), 2 полков и 6 рот немецкой пехоты (2909 порций), а также 7 рот польско-венгерской пехоты (800 порций). Сформирована в начале 1654 года, на фронте — с июня 1654 года. Необходимость использовать отряды для защиты протяженной линии обороны привела к тому, что непосредственно под командованием гетмана находилось около 8000 чел.
- Литовское компутовое войско нового найма или «дивизия левого крыла» (командующий — польный гетман литовский Винцент Гонсевский)
  - Численность — 5450 коней и порций, или около 5000 чел. (в том числе 3 гусарских (440 коней), 10 казацких (1180 коней), 4 татарских (450 коней), 6 рейтарских (920 коней), 10 драгунских (1560 коней) хоругвей, полка немецкой пехоты (600 порций) и полка польской пехоты (300 порций). Сформирована в июле-августе 1654 года, на фронте — с сентября 1654 года.
- Коронный корпус (командир — Богуслав Радзивилл)
  - Численность — 5800-6000 коней и порций, или 5300-5400 чел. (в том числе 2 пехотных, 2 драгунских, 5 рейтарских полков и 8 татарских хоругвей), что составляло 20 % коронного компутового войска. Сформированы в июле-августе 1654 года, на фронте с октября 1654 года.
- Посполитое рушение. Должно было быть собрано со всего княжества согласно королевским универсалам июля 1654 года.
  - Численность — Номинально должно было насчитывать 23 000 чел., но на практике было выставлено несколько тысяч человек. Часть войск посполитого рушения действовала только в своих поветах. Первые соединения появились на фронте уже в июле 1654 года, но большинство было использовано позднее.

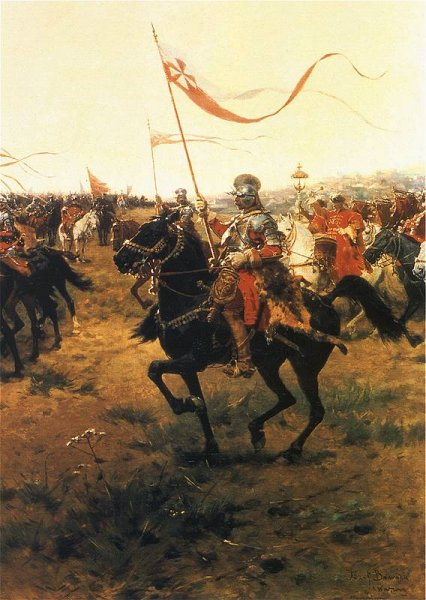
Всадник (товарищ) гусарской хоругви Речи Посполитой. Картина Ю. Брандта

- Поветовые хоругви. Согласно решению 1654 года поветы, не выставившие посполитого рушения, должны были нанять на свои средства по 4 хоругви численностью от 100 чел. (гусарскую, казацкую, рейтарскую и пешую).
  - Численность: номинально поветы должны были выставить около 8000 чел., однако на практике к концу 1654 года было собрано ок. 2000 чел.
- Приватные отряды. Выставлялись за счет наиболее богатых представителей элиты княжества (магнатов).
  - Численность: меньшее число магнатов было причиной того, что приватные отряды составляли незначительную часть армии — 3000-4000 чел. из которых до 2000 выставляли Радзивиллы, ок. 1000 — Сапеги.
- Добровольческие отряды. Комплектовались на основании грамот великого гетмана из представителей шляхты, не попавших в наемные части. Как правило, включали в свой состав обедневшие слои. Первые части начали формироваться в августе 1654 года.
  - Численность не известна, могла достигать несколько тысяч человек.

Компутовые войска были наиболее дисциплинированной и боеспособной частью армии. Элитой сил, противостоящих русским войскам, был коронный корпус, в который входили в том числе гвардейские королевские хоругви. Промежуточное положение занимали поветовые наемные хоругви и приватные отряды, которые комплектовались опытными воинами, но отличались меньшей дисциплинированностью. Посполитое рушение и Добровольческие отряды характеризовались крайне низким уровнем дисциплины и боевого духа, а по своей готовности уступали русским войскам.

## Крепости Великого княжества Литовского
Неравенство сил на первом этапе кампании могло быть компенсировано литовской стороной стойкой обороной многочисленных крепостей, в первую очередь Смоленска. В Смоленскую войну русским войскам не удалось овладеть этой стратегически важной крепостью, равно как и другими крепостями по Днепру и Западной Двине. Тем не менее в кампании 1654 года крепости свои задачи не выполнили, предпосылки чего были заложены в предвоенный период.
- Финансовая. В мирный период задача финансирования постройки и ремонта укреплений в основном была возложена на местную власть, действовавшую на основе «магдебургского права». Последняя, естественно, неохотно шла на значительные расходы. Опыт предыдущих кампаний показал, что главная опасность угрожала крепостям смоленской и северской земель. Местные власти активно пытались переложить ответственность на центральную власть, которая постоянно испытывала недостаток средств. Сеймы крайне неохотно давали разрешение на сбор налогов для содержания крепостей, но и принятие решения не означало реального поступления средств. Литовское военное командование во главе с виленским воеводой Янушем Радзивиллом проявляло излишнюю беспечность, почти не заботясь об этой проблеме. Намного лучше дело обстояло с городами, находящимися во владении частных лиц — они, как правило, получали значительные средства на ремонт и обновление укреплений.
- Военная. Как и в случае с укреплениями, содержание гарнизонов также лежало на жителях. Нежелание нести «неоправданные» расходы в мирное время на содержание гарнизонных наемных войск привело к тому, что к началу войны защитниками крепостей были лишь вооружённые жители и окрестная шляхта. Проблема решалась направлением в гарнизоны компутовых войск, но литовские командующие, стремясь иметь в распоряжении как можно бо́льшую полевую армию, крайне неохотно выделяли незначительные подкрепления. Частные крепости и в этом случае имели преимущество, так как комплектовались наемными гарнизонами за счёт владельцев.
- Политическая. Моральный настрой жителей многих городов был очень низким. Жители приграничных крепостей, до 1618 года входивших в состав Русского государства, были расположены к русским войскам и в ходе войны не оказывали сопротивления. В других городах многое зависело от позиции городской верхушки. Некоторые были готовы оказывать упорное сопротивление (Мстиславль, Гомель, Витебск), другие предпочитали сохранение имущества и вольностей путём подчинения новой власти (Полоцк, Могилёв). Малые крепости, как правило, не могли оказать серьёзного сопротивления и сдавались перед более-менее крупными отрядами. Частновладельческие города, напротив, до последнего оказывали активное сопротивление.

Наиболее важными крепостями были:

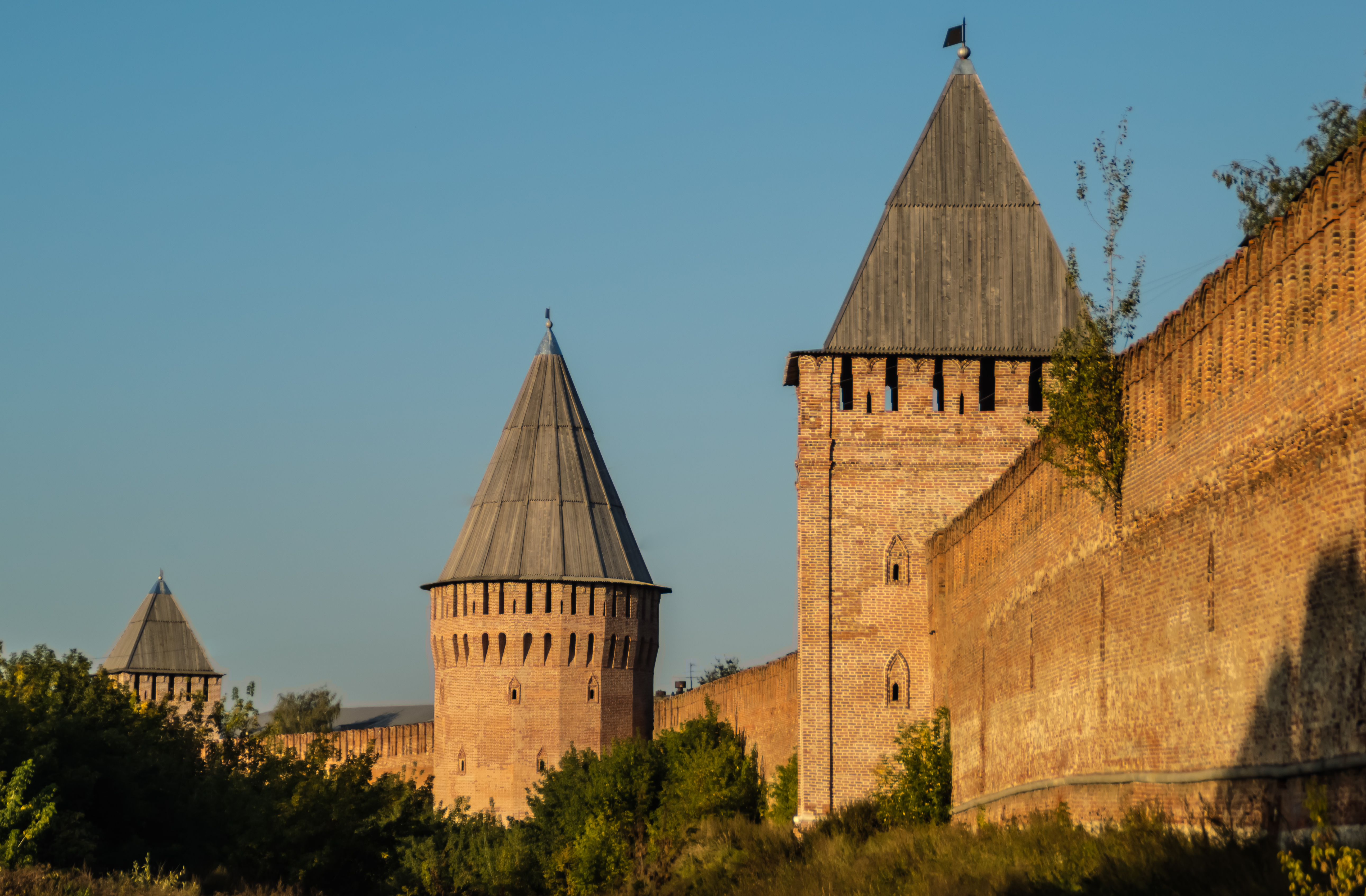
Башни и стены Смоленской крепости

- Смоленск. Одна из самых мощных крепостей Восточной Европы была построена русскими мастерами в начале XVII века и перешла под власть литовцев в 1611 году. Основу укреплений составляла высокая стена протяженностью 6500 м с 36 башнями (в том числе 8 воротных, 1 ворота в стене). Серьёзно разрушенные в ходе осад 1609—1611 и 1632—1634 годов участки стены были усилены постройкой двух бастионных фортов: «крепость Сигизмунда» и «крепость Владислава». Несмотря на свою мощь, крепость находилась в плохом состоянии, так как на её поддержание и ремонт почти не выделялось средств. Артиллерия состояла из 55 орудий разного калибра. Гарнизон крепости насчитывал примерно 3500—4000 человек, не считая жителей. Большая часть населения демонстрировала открытые симпатии к Русскому государству[10].
- Полоцк. Важнейший торговый центр в Подвинье имел дерево-земляные укрепления, включавшие Верхний замок (7 башен, в том числе воротная и водяная) и Нижний замок (посад) с 9 башнями. Постепенно восстановленная после бурных событий Ливонской войны крепость почти полностью была уничтожена пожаром 1649 года и была частично восстановлена лишь перед самым началом войны. Артиллерия крепости состояла лишь из 13 орудий и около 100 затинных пищалей. Постоянный гарнизон в крепости отсутствовал[11].

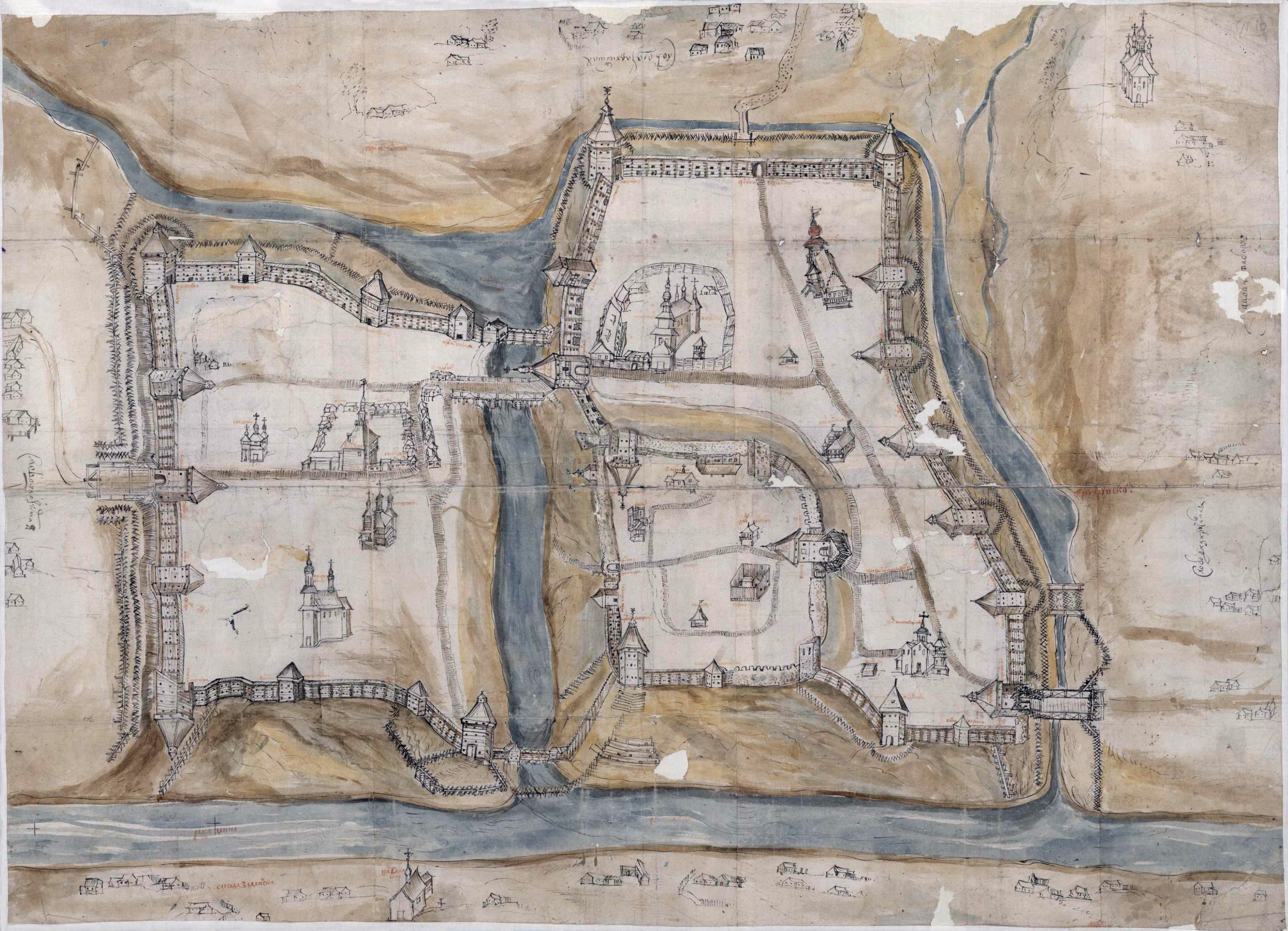
План Витебска 1664 года

- Витебск представлял собой крупный город с мощными укреплениями, включавшими три замка: Верхний замок — деревянный с 7 башнями (2 из них с воротами) и небольшим фортом, построенный на каменном основании прежней крепости. Был сильно поврежден в ходе пожаров 1614 и 1626 годов и к началу осады находился в плохом состоянии, Нижний замок — каменный замок с 14 деревянными башнями, прикрывающими посад, 922 м по периметру стен, Взгорный замок — деревянный замок с 11 башнями, 1800 м по периметру стен[11]. Тем не менее укрепления к середине XVII века уже были устаревшими, особенно сказывалось отсутствие бастионов и слабость артиллерии, значительная часть которой была вывезена в Смоленск ещё в период Смоленской войны. В гарнизон Витебска к началу осады входила только одна драгунская рота (около 100 человек). Остальной гарнизон состоял из 800 вооружённых мещан и 42 пушкарей[10].
- Орша. Значительная оршанская крепость, включавшая каменный пятибашенный замок, земляной вал по периметру посада с деревянными башнями и старый деревянный замок, к началу войны утратила значение из-за пожаров 1653 года, уничтоживших значительную часть стен крепости[11].
- Дубровна представляла собой небольшую и сравнительно слабую крепость по сравнению с другими поднепровскими городами (Смоленск, Могилёв, Старый и Новый Быхов). Крепость являлась частным владением жмудского старосты Ежи Кароля Глебовича. Гарнизон крепости состоял из 100 человек наёмной польской пехоты и нескольких сотен вооружённых мещан[10].
- Мстиславль. Центр воеводства располагал деревянным замком на Замковой горе с 5 башнями и дерево-земляным валом с деревянными воротными башнями. Крепость была дополнительно усилена глубокими рвами, многие из которых имели естественное происхождение. Крепость имела всего 10 орудий и оборонялась силами местной шляхты[11].

План Могилёва конца XVII века

- Могилёв. Крупнейший торговый центр Поднепровья имел развитую систему укреплений, в основном сложившуюся в 1630-х годах. Она включала замок (Верхний город), старый город и полевой вал. Отдельно была укреплена заднепровская часть города. Укрепления были дерево-земляными, частично усиленные бастионами и несколькими каменными башнями. Город не имел постоянного гарнизона, а городская знать была готова сдать крепость в обмен на сохранение городских привилегий[11].
- Старый Быхов, принадлежащий подканцлеру литовскому Казимиру Льву Сапеге, являлся в начале войны, в отличие от большинства государственных крепостей, одной из лучших крепостей Великого княжества Литовского. Город был окружён земляными валами высотой 7-8 м, и шириной у подножья 30 м, усиленный 11 бастионами и равелинами. В город вели трое ворот. С востока город был прикрыт Днепром и каменным замком размером 77 на 100 м. Крепость была обильно снабжена провиантом и боеприпасами на более чем годичную оборону. Численность гарнизона была очень велика: 600 человек наёмной пехоты, 200 гайдуков, 100 драгун, около 300 человек шляхты, 1000 евреев и 2000 вооружённых горожан. Они были объединены в 21 хоругвь и роту. Артиллерия насчитывала 4 тяжёлых и 26 полевых пушек[10]
- Гомель был самой сильной крепостью Посожья, располагавшейся при слиянии рек Гомьи и Сожа. Гомель имел устаревшие, но поддерживавшиеся в хорошем состоянии укрепления: сам город был окружён рвом и земляным валом, а центром обороны являлся деревянный замок, стоящий на высоком холме. Стены и башни были обмазаны глиной для препятствования поджогу[11]. В крепости располагался сильный гарнизон наёмных войск: 5 рот польской пехоты, 1 рота немецкой пехоты (всего около 700 человек), казацкая и татарская хоругви. Помимо этого в крепости собралось большое число окрестной шляхты, так что общее число защитников достигало 2000 человек[10].

## Планы сторон

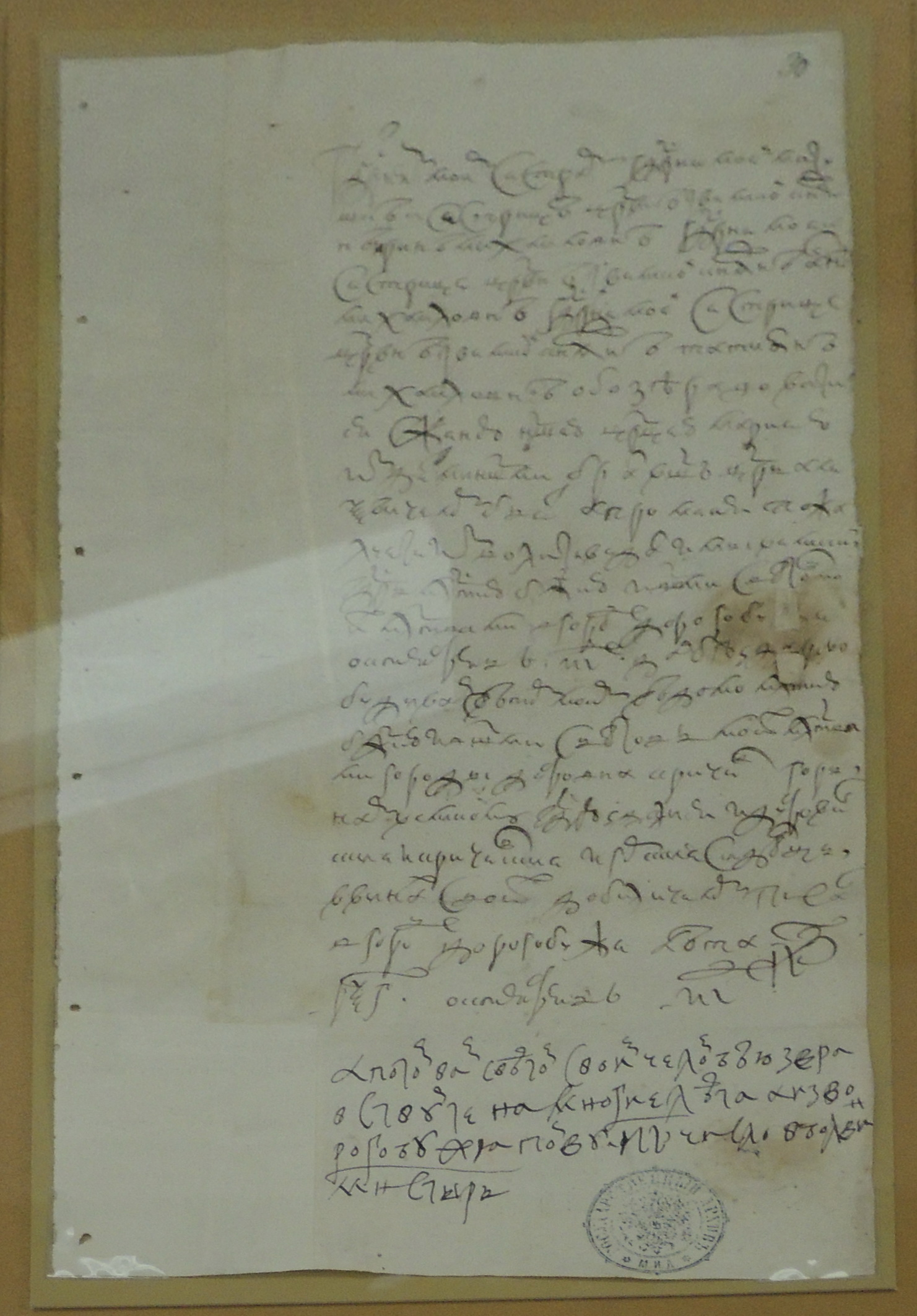
Письмо царя Алексея Михайловича семье из Дорогобужа. 18 октября 1654 года. Четыре нижних строчки — автограф царя. РГАДА. Письмо сестрам Ирине, Анне и Татьяне написано из похода

Обладавшее инициативой в войне русское командование выбирало направление ударов. Основные усилия были направлены против Великого княжества Литовского. Главной целью кампании было возвращение земель, утраченных в ходе Смутного времени, в первую очередь Смоленска. При планировании операции был учтен опыт неудачной Смоленской войны 1632—1634 годов:
- Фронт наступления был значительно шире за счет развертывания сильных фланговых группировок (армии Трубецкого и Шереметева). Это обеспечивало фланги основной группировки и распыляло силы оборонявшихся. Дополнительной отвлекающей операцией стало выдвижение корпуса Бутурлина на Украину.
- Армиям были поставлены активные задачи по преследованию и разгрому полевой литовской армии. В отличие от пассивной тактики Михаила Шеина это, с одной стороны, срывало планы литовцев по оказанию помощи осажденному Смоленску, с другой — позволяло разбить вооружённые силы противника по частям.
- Осадная артиллерия была заранее выдвинута к границе (в Вязьму), что позволило уже в первый месяц приступить к обстрелу крепости. В Смоленской войне именно серьёзная задержка с подвозом осадных орудий стала причиной затягивания осады и поражения в целом.

Фланговые группировки получили самостоятельные задачи. Северо-Западная армия Шереметева должна была овладеть верхним течением Западной Двины, в первую очередь Полоцком и Витебском. Это создавало угрозу литовской столице с северо-востока и предоставляло России стратегически важный путь по Западной Двине. Первоначальной целью армии Трубецкого было установление контроля над средним течением Днепра, в первую очередь городами Мстиславль и Могилёв. После этого армия Трубецкого должна была быть направлена на соединение с украинскими казаками для совместных действий против коронных войск. При успешном развитии событий русские войска должны были установить контроль над территорией восточнее Западной Двины и Березины. Центральная группировка при этом занимала крепости в верховьях Днепра. Контроль над Днепровским путём предоставлял большие выгоды для продолжения войны, так как предоставлял русскому командованию важную коммуникацию между Литовским и Украинским театрами военных действий.
Литовское командование, осознавая явное численное превосходство противника, рассчитывало на повторение сценария Смоленской войны. Дивизия Радзивилла должна была, заняв позицию западнее Смоленска, активными действиями срывать осаду Смоленска, параллельно наращивая силы как за счет усиленной мобилизации литовской армии (дивизия Гонсевского, посполитое рушение), так и за счет прибытия коронного корпуса. Помехи осаде предполагалось создавать нападениями на осадные лагеря и доставкой подкреплений в крепость. Остальные крепости великого княжества Литовского должны были обороняться собственными силами. Радзивилл справедливо полагал, что, как и в предыдущей войне, борьба за Смоленск решит исход всей кампании. С другой стороны, при неудачном развитии событий на фронте Радзивилл рассматривал вариант передачи Великого княжества Литовского под шведский протекторат.
Для польского командования Литва оставалась второстепенным театром военных действий даже после того, как стало понятно, что именно здесь были развёрнуты основные силы. Главные силы коронной армии были направлены на Украину. Польское правительство рассчитывало вернуть под свой контроль украинские земли, тем самым вынудив русские войска перебросить туда войска из Белоруссии. На помощь Великому княжеству предполагалось направить сравнительно небольшой, но опытный корпус. Поляки были готовы на возможные территориальные потери Великого княжества Литовского ради сохранения своей власти над Украиной. Эта позиция была продиктована в первую очередь магнатскими группировками Польши, которые имели на Украине большие земельные владения. Король Ян Казимир, в свою очередь, не желал оказывать значительную помощь своему политическому оппоненту Янушу Радзивиллу.
Особые планы в кампании имели украинские казаки. Хотя царь рассчитывал использовать их под Смоленском, часть украинской старшины стремилась использовать успехи русских войск для установления контроля над юго-восточными районами Белоруссии (Посожье и Поднепровье). Впоследствии эта территория должна была войти в состав украинской автономии в составе Русского государства. Такую позицию занимал Иван Золотаренко, возможно, её разделял и Богдан Хмельницкий.

## Боевые действия на центральном направлении

### Движение к Смоленску
Движение русских войск к границе началось 13 (23) мая 1654 года, выступлением передового и ертаульного полков, на следующий день из Москвы в Вязьму выступили большой и сторожевой полки, 18 (28) мая — Государев полк. В конце мая Сторожевой полк был выдвинут к северу от основных сил с задачей взятия Белой, которую выполнил 1 (10) июня, когда крепость сдалась без сопротивления. Передовые отряды 3 (13) июня приняли капитуляцию гарнизона Дорогобужа. Основные силы русской Центральной армии двигались друг за другом почти по одному маршруту через Вязьму — Дорогобуж к Смоленску. Благодаря хорошей подготовке и организации марша движение армии было очень быстрым. Так, Государев полк, выступив из Вязьмы 10 (20) июня, уже через три дня был в Дорогобуже, а оттуда вышел уже 20 (30) июня.
В ночь на 25 июня (5 июля) лагерь выдвинувшегося вперёд Передового полка Никиты Одоевского (ок. 6000 чел.) на реке Колодня был внезапно атакован литовским отрядом полковника Германа Ганскопфа (ок. 2000 чел.) из главной литовской армии. Внезапность нападения и беспечность воеводы привела к тому что литовцы нанесли полку потери (200—300 чел. убитыми и ранеными) и захватили полковое знамя. Тем не менее эта диверсия не могла существенно задержать движение русской армии, и на следующий день части Передового полка уже стояли у стен Смоленской крепости.

### Осада и взятие Смоленска

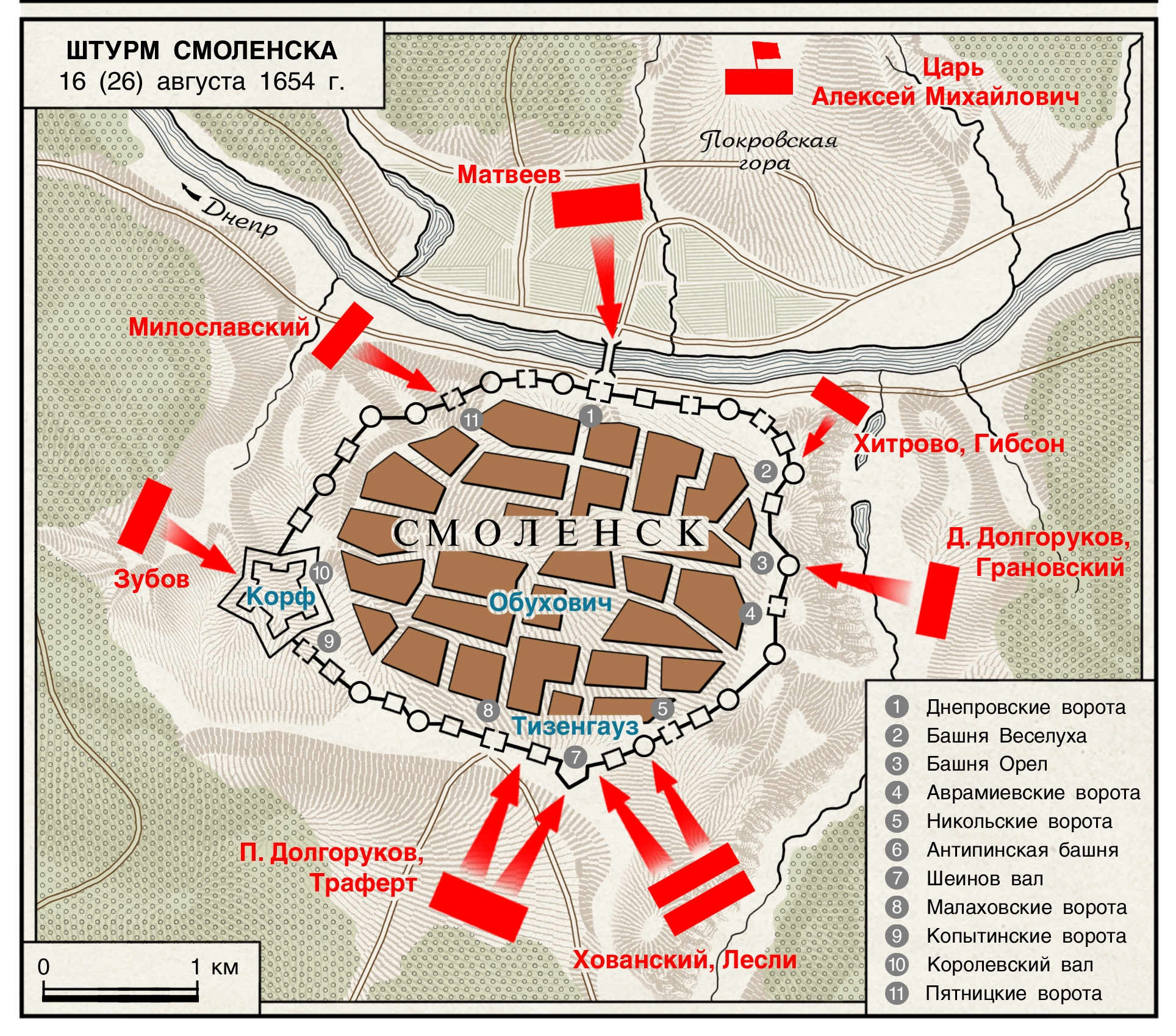
Штурм Смоленска 16 (26) августа

26 июня (6 июля) русские войска начали осаду Смоленска, а с 28 июня (8 июля) под город прибыл царь. Надеясь на поддержку со стороны полевых литовских войск, гарнизон крепости оказал упорное сопротивление. Осадой руководил лично царь Алексей Михайлович, находившийся в лагере под Смоленском весь период осады. После нескольких недель артиллерийского обстрела, 16 (26) августа был предпринят штурм, продолжавшийся несколько часов. В штурме принимали участие многочисленные солдатские полки и стрелецкие приказы. Первоначально русским войскам удалось захватить часть укреплений, но затем они были отбиты, понеся большие потери (до 1000 убитыми и свыше 2000 ранеными). После этого было решено продолжить осаду без штурмов, дополнительно подтянув больше осадных орудий, включая 4 большие голландские пушки. Истощение боеприпасов, разрушение укреплений и известия о поражении литовской армии заставили литовский гарнизон капитулировать 23 сентября (3 октября) 1654 года. Взятие Смоленска стало важнейшим событием кампании 1654 года, фактически решив первоначальные задачи Государева похода.

### Борьба с литовской армией

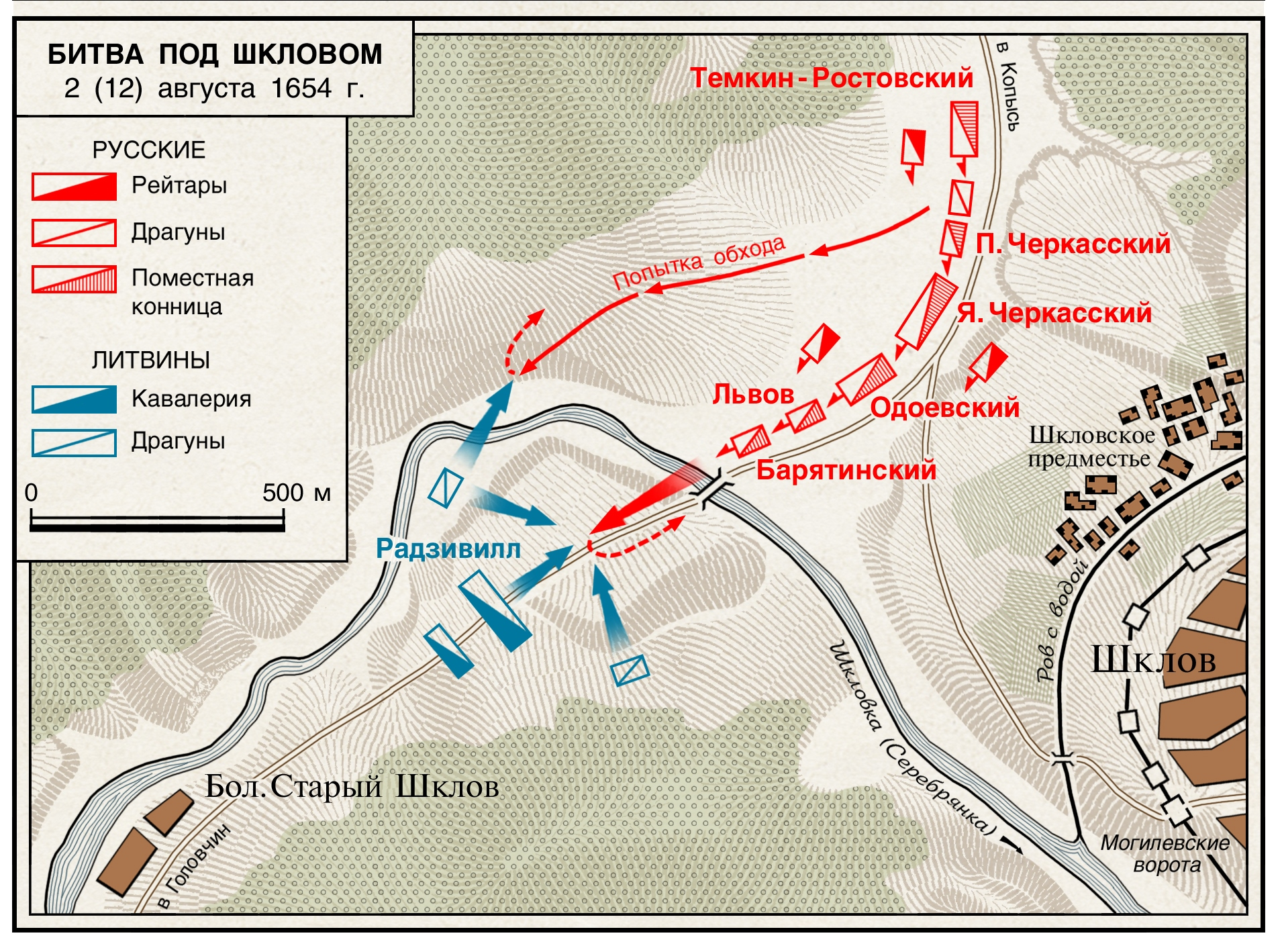
Битва под Шкловом

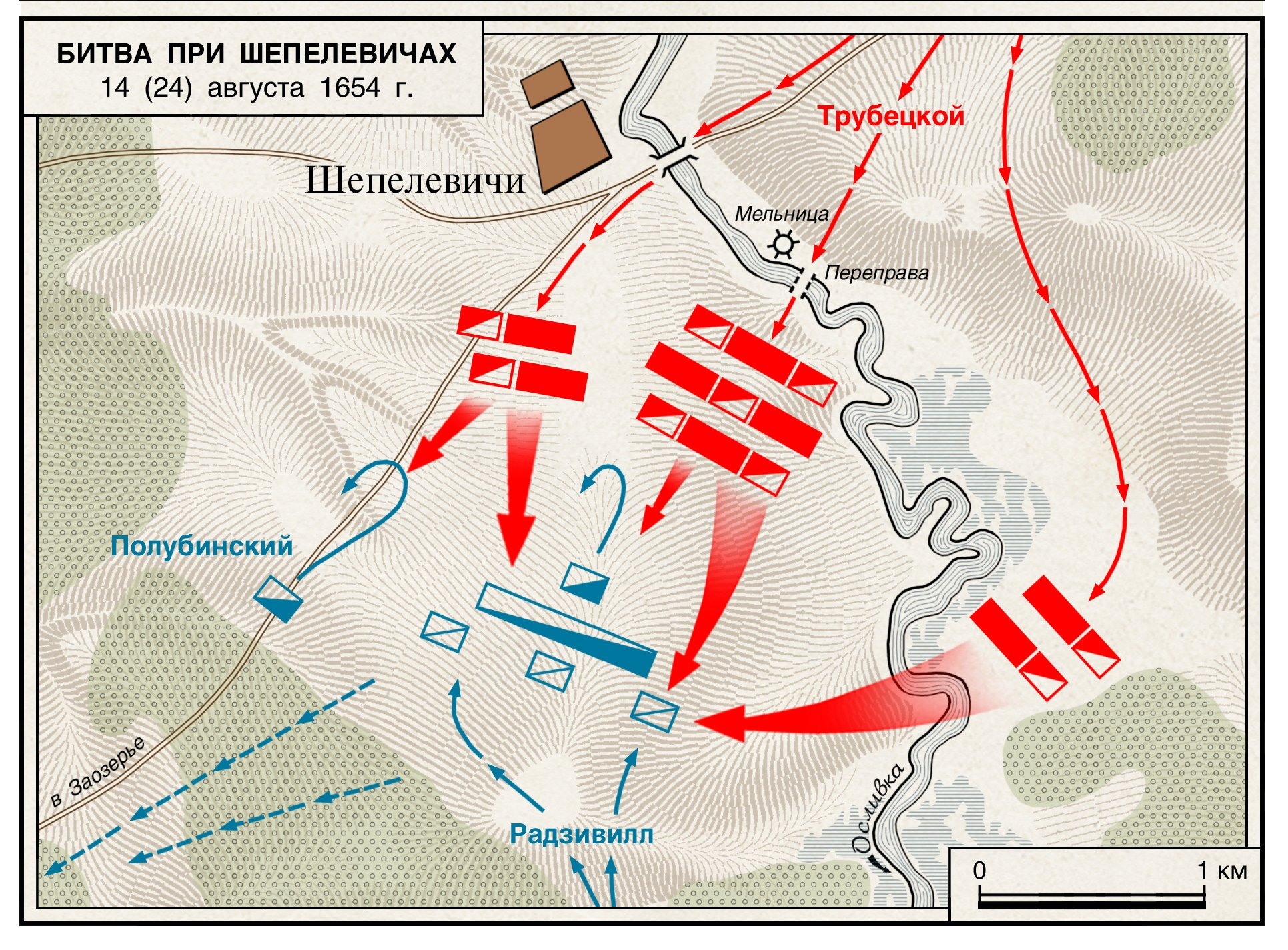
Битва под Шепелевичами

В период осады Смоленска литовская армия Януша Радзивилла, назначенного 7 (17) июня великими гетманом литовским, предпринимала попытки сорвать её. Первоначально гетман разместился в Красном, затем — в Орше, намереваясь внезапными атаками беспокоить осаждавшие войска. Однако русское командование не собиралось повторять ошибки Михаила Шеина в Смоленской войне и направило против Радзивилла сводный полк Якова Черкасского. Приближение превосходящих русских сил заставило Радзивилла 30 июля (9 августа) покинуть Оршу, которая быстро была занята русскими войсками. После этого 2 (12) августа литовский гетман дал бой под Шкловом, в котором одержал тактическую победу, отбился от превосходящих сил русской армии, продолжив отступление к Головчину. Отступающая литовская армия, уйдя от преследовавших её отрядов Черкасского, оказалась на пути юго-западной армии А. Н. Трубецкого. 14(24) августа произошло сражение под Шепелевичами, в ходе которого литовская армия была полностью разбита и в беспорядке стала отступать на запад. Разгром под Шепелевичами решил судьбу кампании 1654 года, лишив гарнизоны осаждённых литовских крепостей надежд на деблокаду.

### Борьба за крепости
Параллельно с осадой Смоленска и борьбой с литовской армией русская армия продолжала осаду других городов. Наибольшим успехом стала капитуляция Могилёва, крупнейшего торгового центра восточной части княжества. Город открыл ворота русским войсками по инициативе жителей 26 августа (5 сентября). В противоположность ему, сопротивление жителей Дубровны было ожесточенным. Город удалось взять лишь после почти трехмесячной осады с привлечением большого числа войск. В конце сентября русскими войсками был также взят Кричев. На этом крупные операции завершились. Тыл русской армии был дезорганизован начавшейся эпидемией чумы, которая нанесла огромный урон государству. В этой ситуации командование приняло решение свернуть операции и ожидать польско-литовского контрнаступления в крепостях.

## Боевые действия на северо-западном направлении
Армия Шереметева выступила из Великих Лук в конце мая 1654 года. По пути к крепости 1 (11) июня передовыми сотнями был взят Невель, гарнизон которого капитулировал на второй день осады. После этого из армии был выделен полк под командованием второго воеводы Степана Стрешнева и направлен на Озерище. Город Полоцк, не имевший гарнизона, был сдан без сопротивления 17 (27) июня, в первый день осады, благодаря позиции жителей, из которых лишь семеро пожелали уйти из города, остальные присягнули царю. После этого армия почти месяц простояла под Полоцком, ожидая подвоза припасов, что вызвало конфликт Шереметева с третьим воеводой Кондыревым, который настаивал на активизации боевых действий. За время ожидания русский отряд нанес поражение литовской шляхте на р. Суше, а в середине июля были захвачены Дисна (капитулировала) и Друя (взята штурмом и сожжена). Затем отряд под командованием Ждана Кондырева (6 дворянских сотен) 23 июня (2 июля) захватил острог Глубокое, пленив почти весь гарнизон, после чего сжег острог. При этом он разбил отряд полоцкого каштеляна К. Дусяцкого.
Литовские войска на этом направлении были представлены в основном отрядом С. Липницкого (около 2500 человек, в основном посполитого рушения). Он был направлен Я. Радзивиллом для сдерживания армии Шереметева. В середине июля, одержав ряд незначительных успехов в стыках с разведывательными сотнями, отряд Липницкого, потерпев поражение, был вынужден отступить под угрозой превосходящих русских сил..
В это время второй воевода Семен Стрешнев 3 (13) августа со второй попытки взял Озерище, гарнизон которого под командованием Станкевича капитулировал после непродолжительной осады. После Озерища воевода направился к Усвяту, который осадил 16 (26) августа. Уже 26 августа (5 сентября) город капитулировал.
14 (24) августа армия Шереметева осадила Витебск, где встретила серьёзное сопротивление гарнизона. Первая атака 18 (28) августа была отбита гарнизоном, после чего царь приказал воздержаться от продолжения штурмов во избежание больших потерь. Первоначальная численность армии составляла лишь 4200 пехоты, к которым в ходе осады добавились 1000 украинских казаков под командованием Василия Золотаренко и 2 солдатских полка из Смоленской армии. Лишь после двух с лишним месяцев осады было решено предпринять новый штурм, 17 (27) ноября, в ходе которого были захвачены часть укреплений города. После этого гарнизон был вынужден капитулировать 22 ноября (1 декабря).
Во время осады Витебска русские войска дважды совершали рейды в район Вильно. В начале сентября отряд украинских казаков (500 чел.) предпринял набег на Оршанский уезд и в бою рассеял отряд местной шляхты. В середине сентября под Вильно ходил сводный отряд (1000 чел.) во главе с Кондыревым и Золотаренко. В конце сентября 7 дворянских сотен и 500 казаков под командованием Матвея Шереметева отражали нападение литовского отряда Корфа на Дисну. 22 ноября (1 декабря) полк Стрешнева взял после осады Сураж.
Действующий отдельно от армии Шереметева псковский корпус был направлен в Инфлянты (польскую часть Ливонии) и 8 (18) октября осадил Люцин (Лужу). Базируясь в осадном лагере под Люцином, воеводы отправили отряд под Резицу (Розиттен), которая капитулировала 12 (22) октября. Осада Люцина продолжалась до конца ноября. Лишь после подхода подкреплений и взрыва подкопа, разрушившего часть стены, гарнизон под командованием Дубровского капитулировал.
Некоторые приграничные населённые пункты были захвачены силами местных воевод. Уже в июне жители Себежа прислали в Опочку послов с предложением присягнуть царю, после чего оттуда был выслан отряд, занявший город. В июле на сторону русских добровольно перешли жители Влеха (Мариенгаузена).

## Боевые действия на юго-западном направлении
Армия Трубецкого наступала из района Брянска. 27 июня без сопротивления был занят Рославль. Однако гораздо более укреплённый Мстиславль, напротив, оказал ожесточенное сопротивление и был взят штурмом после четырёх дней боёв, 12 (22) июля 1654 года. Быстрое взятие города штурмом вместо продолжительной осады не позволило литовскому гетману оказать поддержку этой важной крепости. 12 (22) августа внезапной атакой был захвачен Головчин, а через два дня разбита армия великого гетмана. Ликвидация угрозы со стороны полевой литовской армии позволила приступить к планомерной осаде литовских крепостей в Поднепровье. 20 (30) августа армия Трубецкого осадила Шклов. Хотя штурм в ночь на 27 августа (6 сентября) завершился неудачей, 31 августа (10 сентября) Шклов капитулировал.
Взятие Шклова обеспечило тылы армии, позволив вернуться к реализации первоначального плана наступления вглубь литовской территории на соединение с украинскими казаками. 18 (28) ноября в Минский уезд через Борисов был направлен отряд второго воеводы Ю. А. Долгорукова (4500 конницы, 2 солдатских полка), однако известия о том, что Б. Хмельницкий отказался от идеи соединения с русскими войсками, заставила прервать начавшуюся операцию. Армия Трубецкого взяв без боя Горы (28 сентября (8 октября), получила приказ двигаться к последней литовской крепости в Поднепровье — Дубровне. Часть армии успела принять участие в осаде Дубровны, завершившейся взятием и сожжением города 12 (22 октября).

### Действия корпуса Ивана Золотаренко
Отдельную кампанию вёл корпус Ивана Золотаренко. Выступив из Стародуба, казаки осадили Гомель. Осада крепости продолжалась около двух месяцев и закончилась сдачей крепости 13 (23) августа. В ходе осады, мобильные казачьи отряды атаковали окрестные города и сёла, последовательно захватив города Речицу, Жлобин, Стрешин и Рогачёв. Взятие Гомеля освободило значительные силы, и в течение двух недель были взяты Пропойск, Чечерск и Новый Быхов. К сентябрю единственной крепостью на Днепре, сопротивлявшейся казакам, оставался Старый Быхов, который был осаждён в сентябре 1654 года. Однако сильный гарнизон и современные укрепления не дали возможности взять крепость, и в конце ноября казаки сняли осаду. Весь период осады отряды казаков совершали набеги на центральные районы Великого княжества Литовского.

## Итоги кампании
В целом кампания 1654 года стала одной из самых успешных за всю историю войн Русского государства против Польши и Литвы. Были достигнуты как первоначальные цели (взятие Смоленска, возврат земель, утраченных в ходе Смуты), так и последующие (контроль над верховьями Западной Двины и Днепра). Успехи русских войск отодвинули линию фронта далеко на запад, принуждая противника начинать контрнаступление с невыгодных позиций. Контроль над флангами (Полоцк, Могилёв) не позволял польско-литовской армии двигаться сразу на Смоленск. В ходе полевых сражений был преодолён «клушинский синдром» — русская армия впервые за 50 лет одержала победу в крупном полевом сражении.
Для литовцев 1654 год стал катастрофой. Литовская армия продемонстрировала полную неспособность самостоятельно противостоять главным силам русской армии. Великое княжество Литовское лишились самых крупных крепостей, опиравшихся на водные преграды. На пути к столице Литвы — Вильно не было ни одной серьёзной крепости. Вооружённые силы княжества были деморализованы, а финансовые ресурсы серьёзно сокращены из-за потери трети территории.
Тем не менее русское командование проявило нерешительность в достижении поставленных целей. В ряде случаев (действия армии Ю. Н. Трубецкого) предпочтение было отдано гарантированному успеху в осаде крепостей, а не рискованным рейдам вглубь литовской территории. Серьёзной проблемой для русского командования стало ослабление тыла из-за эпидемии чумы, что заставило свернуть боевые действия. Ошибочным было решение распустить армию на «зимние квартиры», оставив в занятых городах лишь небольшие гарнизоны и лишив их поддержки полевой армии.